# Tre blinda möss (radiopjäs)
Tre blinda möss är namnet på en halvtimmes radiopjäs skriven av Agatha Christie, som senare anpassades till en TV-film, en novell och en populär teateruppsättning.

## 1947 års radioproduktion
Den ursprungliga radiopjäsen sändes på BBC Light Programme klockan 20.00 fredagen den 30 maj 1947. Det var en del av en programkväll för att hedra änkedrottning Marys åttioårsdag. BBC hade kontaktat änkedrottningen några månader tidigare och frågat vilka program hon ville höra. Bland ett urval av musik och varieté bad hon om något av Christie, som var en författare som hon beundrade. Christie gick med på det och bad att hennes arvode på hundra guineas skulle doneras till Southport Infirmary Children's Toy Fund. I många år hade änkedrottningen varit en trogen läsare av Christies deckarromaner och hon hade en stående order hos sin bokhandlare om nyutkomna titlar allteftersom de publicerades. Hon var dessutom inte den enda i kungafamiljen som beundrare Christie: även hennes svärdotter drottning Elizabeth (sedermera Drottningmodern) och hennes sondöttrar Elizabeth (sedermera drottning Elizabeth II) och prinsessan Margaret var trogna läsare.
BBC beställde sålunda en halvtimmes pjäs av Christie som skulle sändas i radio som en del av änkedrottningens firande. Christie hade en idé på lut som hon hade tänkt skulle bli en romanhistoria. Men istället förvandlade hon idén till en radiopjäs inom loppet av en vecka. Idén till pjäsen kom från en verklig tragedi, Fallet Dennis O'Neill från 1945, då en pojke dog i fosterhem. Christies officiella biografi uppger att pojkens namn var Daniel O'Neill men samtida tidningsrapporter anger pojkens namn som Dennis O'Neill. På födelsedagen satt änkedrottning Mary tillsammans med familjemedlemmar och vänner och lyssnade på radiopjäsen i Marlborough House och änkedrottningen var mycket nöjd med utsändningen.
Det finns ingen inspelning av den ursprungliga radiopjäsen och manuset är inte kommersiellt tillgängligt.

## Handling
Det nygifta unga paret Mollie och Giles Davis har nyligen restaurerat den gamla herrgården Monkswell Manor på den engelska landsbygden för att använda det som pensionat. På öppningsdagen välkomnar de sina första gäster: Christopher Wren, namne till den berömda arkitekten, en argsint ung man som omedelbart drar till sig Giles ogillande och en viss fascination från Mollie; Mrs Boyle, en gammal adelsdam som är redo att klaga över allting; Major Metcalf, en pensionerad soldat. De får sällskap av Mr. Paravicini som påstår sig ha fått ett haveri på sin bil inte långt från Monkswell Manor: orsaken är ett kolossalt snöfall som isolerar herrgården och de som bor där.
I London får polisen vittnesmål från två män som skulle ha sett Maureen Lyons mördare: kvinnan dödades några dagar tidigare och de två hävdar att de hade sett någon, troligen en man, fly från brottsplatsen. Han skulle ha lämnat en anteckningsbok, som innehåller barnvisan Tre blinda möss och några ledtrådar som kopplar offret till ett fall som ägde rum många år tidigare. Maureen Lyon skulle i själva verket vara adoptivmor till de tre syskonen Corrigan, som skulle ha misshandlats av kvinnan och hennes make tills den yngsta av de tre dog. Paret dömdes till fängelse och hennes man dog i en olycka när han försökte fly, medan Lyon släpptes: polisen misstänker att hon dödades av den äldsta av bröderna Corrigans för att hämnas sin brors död. I anteckningsboken finns också adressen till Monkswell Manor.
Mollie som fortfarande svävar i ovisshet får ett telefonsamtal från polisen som informerar henne om att konstapel Trotter har anlänt, och han har skickats till Monkswell Manor för att undersöka saken. Trotter anländer på skidor till huset, som nu är isolerat från stormen. Agenten förklarar för gäster och ägare anledningen till sin närvaro, och avslöjar för dem att barnvisan om de tre mössen, förutom de tre bröderna Corrigan, skulle syfta på antalet personer mot vilka hämnden kommer att begås; Misstanken är därför att både mördaren och de två återstående offren befinner sig på Monkswell Manor. Trotter frågar var och en av gästerna om de har något med Corrigan-fallet att göra: de förnekar det alla, men de verkar dölja något. Den enda som påstår sig ha haft något med det att göra är mrs Boyle, som avslöjar att det var hon som godkände vårdnaden om barnen till familjen Lyon, men att hon inte alls kände sig ansvarig för vad som hände sedan. Alla gäster återvänder till sina rum. Lämnad ensam dödas mrs Boyle av den mystiske mördaren.
Efter mordet visar det sig att telefonledningarna har kapats och Trotters skidor är stulna. Huset är nu helt isolerat. Trotter samlar alla närvarande igen och förklarar för dem att var och en av dem kan misstänkas för morden: polisen tror att den skyldige är den äldre brodern, som nu skulle vara ungefär lika gammal som Christopher eller Giles. Men den som kräver hämnd kan vara den riktiga pappan till de tre, i samma ålder som Metcalf och Paravicini, eller mellansystern, som kan vara Mollie själv. Spänningen mellan karaktärerna ökar. Mollie upptäcker att Christopher är en desertör under falskt namn. Hon märker också misstänksamma attityder hos Metcalf och Paravicini. Hon inser också att hon inte vet något om sin mans förflutna. Under en konfrontation tvingar hon honom att erkänna att han på dagen för mordet på Lyon var i London och inte någon annanstans som han hade berättat för henne. Mannen i sin tur förmår henne att erkänna att hon åkte till London samma dag, utan att någon av dem visste om den andra.
Trotter tänker ut en plan för att tvinga mördaren att komma ut i det fria: för att verifiera alla alibin kommer var och en av de närvarande att upprepa de handlingar som en av de andra gjorde vid tiden för mordet på mrs Boyle. Alla skingras i de olika rummen och Mollie lämnas ensam i vardagsrummet där Paravicini skulle ha varit. Efter ett tag får hon sällskap av Trotter, som uppmanar henne att bekänna sin sanna identitet. Flera år tidigare skulle hon ha varit lärare för de tre barnen, som medvetet hade ignorerat ett brev som skrivits till henne av den yngsta som bad om hjälp. Mollie avslöjar att personen i fråga inte var hon, utan hennes syster, som skulle ha varit sen med att öppna brevet på grund av en allvarlig sjukdom. När hon gjorde det var det för sent och barnet var redan dött. Skuldkänslor skulle leda till systerns död.
Då avslöjar Trotter sin identitet: han är Georgie, den äldsta av bröderna Corrigan, som dödade Maureen Lyon och mrs Boyle för att hämnas sin lillebror. Mannen hotar henne med en pistol och förklarar för Mollie att det var han som ringde henne för att meddela sin ankomst och lurade henne från början. Trots att hon inte är hans tilltänkta offer bestämmer sig Georgie (vars störda sinne får honom att få plötsliga regressioner) för att döda henne ändå, men då bryter sig Metcalf in, avväpnar mördaren och arresterar honom. Han är inte heller den han utger sig för att vara, utan en polis som hade brutit sig in i Monkswell Manor när Georgies anteckningsbok hittades. Eftersom han visste att Trotter egentligen inte var en polis visste han redan från början att han var mördaren. Mördaren förs bort, stormen tar slut: Paravicini kan lämna pensionatet och Wren stannar hos familjen Davis. Giles och Mollie upptäcker att anledningen till att de båda var i London var för att köpa en present till sin partner på deras årsdag, och de försonas.

## Karaktärer
- Mollie Davis - Ägare av Monkswell Manor och hustru till Giles.
- Giles Davis - Make till Mollie som driver Monkswell Manor med sin fru.
- Christopher Wren - Den första gästen som anländer till hotellet, Wren är en hyperaktiv ung man som beter sig på ett mycket märkligt sätt. Han erkänner att han flyr från något, men vägrar säga vad. Wren påstår sig ha fått sitt namn efter arkitekten med samma namn av sina föräldrar.
- Mrs Boyle – En kritisk äldre kvinna som inte är nöjd med något hon observerar.
- Major Metcalf – Pensionerad från armén, man vet inte mycket om major Metcalf.
- Mr Paravicini – En man av okänt ursprung, som dyker upp och hävdar att hans bil har vält i en snödriva. Han verkar ha en utländsk accent och åldras artificiellt med smink.
- Kriminalinspektör Trotter – Detektiven. Han anländer i en snöstorm och frågar ut ägarna och gästerna.

## Bearbetningar

### TV-kortfilm från 1947
Senare utvecklades pjäsen för TV och sändes som en 30-minuters BBC-kortfilm den 21 oktober 1947. TV-versionen regisserades av Barrie Edgar och hade John Witty i huvudrollen som Giles Davis.

### Novell från 1948
Någon gång strax efter att radiopjäsen hade sänts fick Christie förslaget att hon skulle göra en novell av den. Den publicerades i USA i tidskriften Cosmopolitan i maj 1948 och sedan i den amerikanska novellsamlingen Three Blind Mice and Other Stories 1950. Berättelsen publicerades i en tidskrift i Storbritannien 1948 men har inte återpublicerats sedan dess.

### TV-film från 1950
Berättelsen var det nionde avsnittet av CBS antologiserie Sure as Fate, som sändes den 31 oktober 1950.

### Teaterpjäs 1952
Christie såg potentialen i att utöka den halvtimmeslånga radiopjäsen till en hel teaterpjäs och 1952 kom Råttfällan, den pjäs som hade haft den längsta inledande speltiden av alla pjäser i världen. Eftersom en annan pjäs hade spelats på scenen strax före andra världskriget, också den med titeln Three Blind Mice, var Christie tvungen att byta namn. Det var hennes svärson Anthony Hicks, som föreslog Råttfällan som är hämtad från akt III, scen II av Shakespeares Hamlet. Allan McClelland, i rollen som Christopher Wren, var den enda skådespelaren som gjorde övergången från radioproduktion till teaterpjäs.

### Brasiliansk TV-version 1956
Med den portugisiska titeln Três Ratinhos Cegos anpassades pjäsen för brasiliansk TV och sändes den 21 januari 1956.